# Bolesław Waligóra
Bolesław Andrzej Waligóra (ur. 9 września 1898 w Krakowie, zm. 1 listopada 1940 w Londynie) – major piechoty Wojska Polskiego, działacz niepodległościowy, kawaler Orderu Virtuti Militari, twórca polskiej archiwistyki wojskowej.

## Życiorys
Urodził się 9 września 1898 roku w Krakowie, w rodzinie Franciszka, urzędnika Kasy Chorych w Rzeszowie, i Zofii z domu Stanek. Ukończył cztery klasy szkoły realnej w Krakowie.
14 sierpnia 1914 roku wstąpił do 3. kompanii Związku Strzeleckiego w Rzeszowie. 10 września tego roku został wcielony do 4. kompanii 2 pułku piechoty Legionów Polskich. W marcu 1915 roku został przeniesiony do 8. kompanii 4 pułku piechoty na stanowisko podoficera za frontem. Wraz ze swoim oddziałem brał udział we wszystkich walkach Legionów w Karpatach i na Wołyniu. 24 grudnia 1915 roku został mianowany sekcyjnym. Jesienią 1916 roku ukończył kurs instruktorów szturmowych w Baranowiczach, a następnie kurs oficerów piechoty w Zegrzu. 15 marca 1917 roku awansował na tytularnego plutonowego. We wrześniu 1917 roku, po kryzysie przysięgowym, został przeniesiony do cesarsko-królewskiego Pospolitego Ruszenia i przydzielony do Komendy Okręgu Uzupełnień Pospolitego Ruszenia Nr 16. W lutym 1918  roku został przeniesiony do c. k. Pułku Piechoty Pospolitego Ruszenia Nr 32, ale nie został wysłany na front.
8 listopada 1918 roku, w stopniu plutonowego, wstąpił do tworzącego się Wojska Polskiego, do kompanii szturmowej 4 pułku piechoty Legionów. Wziął udział w odsieczy Lwowa. 1 marca 1919 roku dowódca pułku awansował go na sierżanta sztabowego, a 18 czerwca 1919 roku dowódca 2 Dywizji Legionów mianował podchorążym. 26 lipca 1919 roku został przeniesiony do Kompanii Przybocznej Naczelnego Wodza na stanowisko dowódcy sekcji. 22 lutego 1920 roku otrzymał od Komisji Egzaminacyjnej przy Kursach Uzupełniających prowadzonych przez Uniwersytet Żołnierski Dowództwa Okręgu Generalnego Warszawa świadectwo uznane przez Inspektorat Szkół Wojennych Piechoty za równoznaczne dla celów wojskowych ze świadectwem sześciu klas szkoły średniej. 7 kwietnia 1920 roku został mianowany z dniem 1 kwietnia 1920 roku podporucznikiem, w piechocie, w grupie podoficerów byłych Legionów Polskich. W czerwcu tego roku został przeniesiony do Batalionu Zapasowego 53 pułku piechoty i wyznaczony na stanowisko oficera placu Brzeżany. 13 sierpnia 1920 roku jako dowódca kompanii marszowej I-O został wcielony do wileńskiego pułku strzelców (późniejszego 85 pułku piechoty) na stanowisko dowódcy 7. kompanii. W jego szeregach walczył na wojnie z bolszewikami. 8 września pod Gródkiem został ranny. 21 grudnia 1920 roku został zatwierdzony z dniem 1 kwietnia 1920 roku w stopniu porucznika, w piechocie, w grupie oficerów byłych Legionów Polskich.
Po zakończeniu działań wojennych pozostał w wojsku jako oficer zawodowy i kontynuował służbę w 85 pułku piechoty w Nowej Wilejce. 15 marca 1921 roku powierzono mu funkcję referenta oświatowego pułku. 26 sierpnia tego roku dowódca pułku major Stanisław Bobiatyński ukarał go siedmioma dniami aresztu domowego za niesumienne pełnienie obowiązków służbowych. 5 września został przesunięty na stanowisko dowódcy kompanii zapasowej. 13 listopada został przydzielony jako słuchacz do wojskowych kursów maturalnych przy Dowództwie Okręgu Korpusu Nr III. 3 maja 1922 roku został zweryfikowany w stopniu porucznika ze starszeństwem od 1 czerwca 1919 roku i 865. lokatą w korpusie oficerów piechoty. 26 czerwca 1923 roku wrócił do 85 pp na stanowisko młodszego oficera 9. kompanii. 1 listopada tego roku został przesunięty do 2. kompanii na takie samo stanowisko. Od 12 czerwca do 2 października 1924 roku pełnił funkcję adiutanta I batalionu. 1 grudnia 1924 roku prezydent RP nadał mu stopień kapitana z dniem 15 sierpnia 1924 roku i 373. lokatą w korpusie oficerów piechoty. Od 7 stycznia do 2 maja 1925 roku był słuchaczem Kursu Doszkolenia Młodszych Oficerów Piechoty w Chełmnie. 18 sierpnia 1925 roku został ukarany przez dowódcę pułku naganą. 1 maja 1926 roku został wyznaczony na stanowisko dowódcy 7. kompanii, a 18 września tego roku przeniesiony służbowo w charakterze słuchacza trzymiesięcznego kursu w Centralnej Szkole Strzelniczej w Toruniu, w zakresie kompanii karabinów maszynowych.
Z dniem 7 lutego 1927 roku został przeniesiony do Biura Historycznego na stanowisko referenta. Od 15 lutego do 4 czerwca 1931 roku był słuchaczem XVII Kursu unifikacyjno-doskonalącego w Centrum Wyszkolenia Piechoty w Rembertowie. 17 grudnia 1931 roku został awansowany na majora ze starszeństwem z 1 stycznia 1932 roku i 45. lokatą w korpusie oficerów piechoty. 1 maja 1932 roku został przesunięty na stanowisko kierownika referatu. 15 czerwca 1933 roku został przeniesiony do Archiwum Wojskowego na stanowisko kustosza. Od 1 grudnia 1933 do września 1939 roku był szefem Archiwum Wojskowego. Pisał książki o tematyce wojskowej.
Do Londynu przybył 28 lipca 1940 roku i wkrótce został mianowany kierownikiem Archiwum Sztabu Naczelnego Wodza. Bezzwłocznie przystąpił do rozpakowywania przewiezionych z Francji skrzyń z ewakuowanymi z Warszawy aktami wojskowymi. Zginął podczas nocnego bombardowania Londynu. Jest obecnie uznawany za pioniera polskiej archiwistyki wojskowej. Został pochowany z honorami wojskowymi na cmentarzu Streatham Park w południowej części Londynu.
10 lipca 2003 minister obrony narodowej „dla zachowania w pamięci szczególnych zasług mjr Bolesława Waligóry, bohaterskiego oficera wojny 1920 roku, twórcy archiwistyki wojskowej” nadał Centralnemu Archiwum Wojskowemu w Warszawie imię patrona mjr. Bolesława Waligóry.

## Ordery i odznaczenia
- Krzyż Srebrny Orderu Wojskowego Virtuti Militari nr 6249 – 17 maja 1922[39][40][41]
- Krzyż Niepodległości – 6 czerwca 1931 „za pracę w dziele odzyskania niepodległości”[42][43][44]
- Krzyż Kawalerski Orderu Odrodzenia Polski – 11 listopada 1937 „za zasługi w służbie wojskowej”[45][46]
- Krzyż Walecznych po raz pierwszy – 1921[47][48]
- Złoty Krzyż Zasługi[2]
- Srebrny Krzyż Zasługi – 25 maja 1929 „za zasługi w pracy nad historją wojenną pułków polskich”[49][50]
- Krzyż Zasługi Wojsk Litwy Środkowej – 3 marca 1926[51][52]
- Medal Pamiątkowy za Wojnę 1918–1921 – 1928[53]
- Medal Dziesięciolecia Odzyskanej Niepodległości – 1928[53]
- Srebrny Medal za Długoletnią Służbę – 1938[54]
- Brązowy Medal za Długoletnią Służbę – 1938[54]
- Odznaka „Za wierną służbę”[55]
- Odznaka pamiątkowa „Orlęta”[55]
- Odznaka pamiątkowa 4 pułku piechoty Legionów Polskich (Swastyka II klasy) – 16 września 1916[56]
- Srebrny Medal Waleczności I klasy – 1916[57]

## Wybrane publikacje
Książki, których autorem bądź współautorem był major Waligóra:
- Dzieje 85-go Pułku Strzelców Wileńskich. Warszawa: Wojskowy Instytut Naukowo-Wydawniczy, 1928.
- Zarys historji wojennej 85-go pułku Strzelców Wileńskich. Warszawa: Wojskowe Biuro Historyczne, 1928, seria: Zarys historii wojennej pułków polskich 1918–1920.
- Bój na przedmościu Warszawy w sierpniu 1920 r.
- Służba zdrowia 1-szej Armji w obronie przedmościa Warszawy w sierpniu 1920 roku. Warszawa: Lekarz Wojskowy, 1932. Brak numerów stron w książce
- Walka o Wilno.
- Fortyfikacja przedmościa Warszawy.
- Zajęcie Wilna przez gen. Żeligowskiego.
- Bój pod Jastkowem w dniach 31 lipca 3 sierpnia 1915 roku.
- Okupacja Litwy i Białorusi w 1918–1919 r. przez Rosję Sowiecką.
- Wilno a Legiony Polskie.
- Zadania i metody pracy Archiwum Wojskowego.
- Zarys wysiłku około gromadzenia pamiętników, wspomnień, relacji itp. do historii przedwojennych polskich związków wojskowych, formacji i wojska polskiego.
- Gromadzenie źródeł do historii Legionów Polskich.
- Bitwa Warszawska.